# سیارک ۱۰۲۰۵
سیارک ۱۰۲۰۵ (به انگلیسی: 10205 Pokorny، نامگذاری:1997PX1) ده هزار و دویست و پنجمین سیارک کشف شده‌است که در ۷ اوت ۱۹۹۷ کشف شد.
قدر مطلق سیارک برابر ۱۴٫۶۰ است.